# 新城地域文化広場
新城地域文化広場（しんしろちいきぶんかひろば）は、愛知県新城市字下川1番地1にある公共施設群。新城文化会館、ふるさと情報館（新城図書館・資料室）、はなのき広場の3施設からなる。1987年（昭和62年）5月8日にオープンした。
2018年（平成30年）10月には世界ニューキャッスル・アライアンス会議（旧称：世界新城サミット）が新城市で開催され、イギリスのニューカッスル・アポン・タインなど世界12か国の14都市から代表団が集まって交流した。新城文化会館はアライアンス会議のメイン会場として使用された。
2017年（平成29年）11月3日には全日本ラリー選手権新城ラリー2017のセレモニアルスタートが新城地域文化広場で開催され、レース当日には新城市の人口を上回る5万4000人が来城した。
2018年（平成30年）11月2日には新城ラリー2018の、2019年（平成31年）3月15日には新城ラリー2019のセレモニアルスタートが新城地域文化広場で開催されている。

## 概要
名称
- 新城地域文化広場

所在地
- 441-1381：愛知県新城市字下川1番地1

休館日
- 新城文化会館・はなのき広場 - 月曜日・年末年始
- ふるさと情報館 - 第3月曜日、毎月最終日、年末年始、特別整理期間

アクセス
- JR飯田線 新城駅から徒歩で約10分[5]。
- 新東名高速道路 新城インターチェンジから車で約10分[5]。

## 施設

### 新城文化会館
- 大ホール（1305席） - 舞台は間口20m、高さ8-10m、奥行11.5m[6]。オーケストラピットあり[6]。蒲郡市民会館大ホール（1598席）やアイプラザ豊橋講堂（1469席）には及ばないが、豊川市文化会館大ホール（1328席）と同等の規模を誇る。2019年（平成31年）4月7日には平成最後のビッグイベントとして大黒摩季のコンサート、同年（令和元年）9月28日には令和最初のビッグイベントとして玉置浩二のコンサートが開催された。
- 小ホール（401席） - 舞台は間口11m、高さ6.5m、奥行8m[6]。
- 大会議室 - 290m2。収容人数138人[6]。
- 301講習室 - 115m2。収容人数96人[6]。
- 302講習室 - 55m2。収容人数30人[6]。
- 101会議室 - 40m2。収容人数24人[6]。
- 102会議室 - 37m2。収容人数24人[6]。
- 103会議室 - 44m2。収容人数24人[6]。
- 104会議室 - 77m2。収容人数48人[6]。
- 105会議室 - 58m2。収容人数30人[6]。
- 303会議室 - 78m2。収容人数20人[6]。
- 304会議室 - 76m2。収容人数48人[6]。
- 松の間 - 10畳。収容人数12人[6]。
- 桜の間 -  10畳。収容人数12人[6]。
- 展示室 - 226m2[6]。
- 楽屋
- リハーサル室
- 喫茶レストラン

### ふるさと情報館
- 新城図書館 - 蔵書数は約16万点。
- 資料室
- ドリームサロン - 75m2[6]。絵本が置かれている。

### はなのき広場
- 広場

## 公式サイト
- 公式サイト